# 纳拉西姆哈奈肯帕拉耶姆
纳拉西姆哈奈肯帕拉耶姆（Narasimhanaickenpalayam），是印度泰米尔纳德邦Coimbatore县的一个城镇。总人口11005（2001年）。

## 人口
该地2001年总人口11005人，其中男性5570人，女性5435人；0—6岁人口1065人，其中男533人，女532人；识字率78.14%，其中男性为83.05%，女性为73.10%。